# Andrena fulvago
Andrena fulvago là một loài ong trong họ Andrenidae. Loài này được Christ miêu tả khoa học đầu tiên năm 1791.